# Дильманов, Дархан Айткалиевич
Дарха́н Айткали́евич Дильма́нов (род. 9 января 1969, Кзыл-Орда) — представитель высшего командования КНБ Республики Казахстан, генерал-лейтенант, Экс-Заместитель Председателя КНБ — Директор Пограничной Службы Республики Казахстан (с 2014).
В данный момент находится в СИЗО

## Биография
Родился 9 января 1969 года в городе Кызылорде.
В 1990 году окончил Московское высшее пограничное командное Краснознаменное училище им. Моссовета.
Офицерскую службу проходил на должностях заместителя начальника пограничной заставы, коменданта участка, заместителя командира части, начальника пограничного отряда.
В 2005 году окончил Кызылординский государственный университет им. Коркыт-Ата.
С июня 2006 по декабрь 2008 года — Заместитель начальника Регионального управления «Шығыс» Пограничной службы КНБ Республики Казахстан.
С декабря 2008 по июль 2010 года — Начальник Регионального управления Береговой охраны Пограничной службы КНБ Республики Казахстан.
В 2009 году окончил Пограничную академию ФСБ Российской Федерации.
С апреля 2012 по июль 2013 года — Заместитель начальника Регионального управления «Солтүстік» Пограничной службы КНБ Республики Казахстан.
С июля 2013 по 2014 года — Заместитель начальника Главного управления воспитательной, социально-правовой и кадровой работы Пограничной службы КНБ Республики Казахстан.
В октябре 2014 года назначен временно исполняющим обязанности директора Пограничной службы.
С июня 2015 года — Заместитель Председателя Комитета национальной безопасности Республики Казахстан — Директор Пограничной службы.
06 мая 2020 года Указом Президента Республики Казахстан присвоено воинское звание генерал-лейтенант.
05 апреля 2022 года освобожден от должности заместителя Председателя Комитета национальной безопасности Республики Казахстан – Директора Пограничной службы.
22 июня 2022 года Дархан Дильманов был задержан в рамках проводимого Комитетом национальный безопасности досудебного расследования по фактам злоупотребления властью,выявленных на пограничных постах казахстанско-китайской границы.

## Награды
- Орден Айбын 2 степени
- Медали